# Leo Mansell
Leo Mansell (ur. 4 stycznia 1985 roku na Wyspie Man) – brytyjski kierowca wyścigowy.

## Kariera
Mansell rozpoczął karierę w międzynarodowych wyścigach samochodowych w 2006 roku od startów w Brytyjskiej Formule Renault oraz w Brytyjskiej Formule BMW. W późniejszych latach Brytyjczyk pojawiał się także w stawce Brytyjskiej Formuły 3, Atlantic Championship, 24-godzinnego wyścigu Le Mans, Le Mans Series oraz Blancpain Endurance Series.

## Wyniki w 24h Le Mans
| Rok  | Zespół            | Partnerzy                  | Samochód            | Klasa | Okr. | Poz. | Klasa Pos. |
| ---- | ----------------- | -------------------------- | ------------------- | ----- | ---- | ---- | ---------- |
| 2009 | Team Modena       | Pierre Ehret Roman Rusinow | Ferrari F430 GT2    | GT2   | 314  | 27   | 7          |
| 2010 | Beechdean Mansell | Nigel Mansell Greg Mansell | Ginetta-Zytek GZ09S | LMP1  | 4    | NU   | NU         |

## Życie prywatne
Leo jest synem mistrza świata Formuły 1 z 1992 roku Nigela Mansella i starszym bratem Grega Mansella.